# الأشرفية (بيروت)

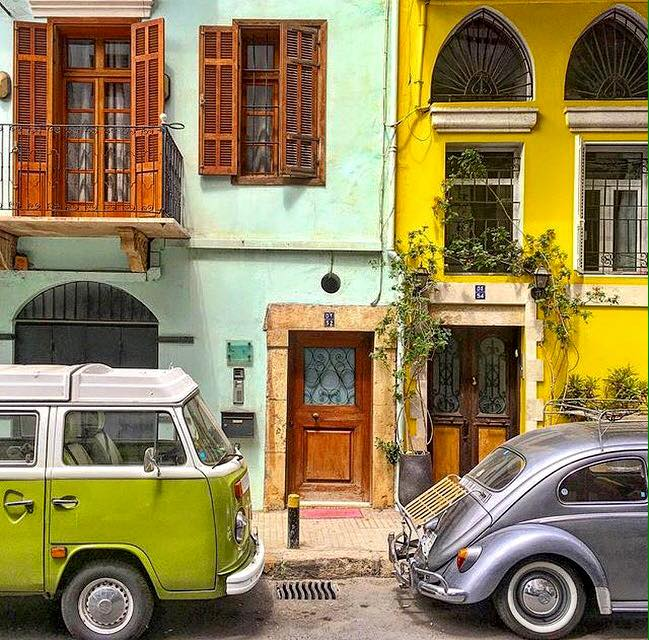
أحد الأحياء الموجودة، في الأشرفية، بيروت،1960

الأشرفية هي جزء من بيروت، عاصمة لبنان. وهي تقع على تلة في الجزء الشرقي من بيروت. تاريخيًا كانت المنطقة مملوكة من قبل عدة عائلات أرستقراطية بيروتية من الطائفة المسيحية الأرثوذكسية والأرمنية والتي حكمت البلاد والمنطقة لعدة قرون.
خلال الحرب الأهلية اللبنانية التي بدأت عام 1975، أصبحت الأشرفية قاعدة هامة للأحزاب المسيحية اللبنانية والقوات اللبنانية، وجزءاً من بيروت الشرقية المسيحية.
تعتبر الأشرفية منطقة سكنية وتجارية كثيفة، تتسم بالشوارع الضيقة وتصفية كبير من المباني السكنية والمكتبية. وموقع الاستثمار والسياحة. والأشرفية معروفة على أنها واحدة من أهم مراكز التسوق في لبنان.

## جذور الأشرفية
ليس من شك في أن كلمة الأشرفية عربيّة في مبناها وكذلك في معناها، فهي تعني باللغة المكان العالي الذي يشرف على ما يليه من الأراضي التي دونها في الارتفاع.
ومن هنا قال بعض الذين تحدثوا عن هذه المنطقة من المؤرخين، بأنها اكتسبت اسمها من طبيعة تكوينها الجيولوجي ذلك أنها تشتمل على الهضبة العالية التي تقع إلى الشرق من مدينة بيروت والتي تطل على هذه المدينة التي كانت في الماضي محصورة داخل سورها على الجهة المحاذية لشاطئ البحر، وهذه الهضبة عرفت في الأيام الغابرة باسم هضبة ديمتري.
إن هذا الحي البيروتي عُرف باسم (الأشرفية) منذ حوالي سبعمائة سنة، والسواحل الشامية على يد القوات المملوكيّة الإسلاميّة. وجميع النصوص التاريخيّة، عندما تحدثت عن الأشرفية، وصفتها بأنها من ضواحي بيروت، وبعض هذه النصوص، أطلقت على هذه المنطقة اسم مزرعة الأشرفية.
والأشرفية التي سُميت كذلك نسبة إلى الأشرف خليل، كانت عبارة عن مزرعة في ضواحي بيروت تشتمل على أشجار التوت والفاكهة وأصول الزيتون والليمون وبيت للسكن، وقد اشتراها محمد مصطفى شاتيلا سنة 1826م من بدرة بنت فرح الغزوزي بمبلغ ألف وستماية قرش فضة عثماني.
وسحر الشاعر الفرنسي لامارتين بجمال هضبة مار متر حين تنقل في أرجائها، وكانت الجلول المغطاة بأشجار التوت تمتد على مسافة من مار متر وحتى أعالي الأشرفية.
ثم ازدهرت هذه المنطقة نتيجة تأسيس المدارس والكنائس فيها. واشتهرت الكنيسة الأرثوذكسية سان ديمتري {مار متر} وعُرفت بمقبرتها.
وقد سكنت عدد من العائلات الارستقراطية المسيحية الأرثوذكسية الاشرفية وكان لها دور اجتماعي واقتصادي بارز وبنت قصورها في هذه المنطقة مثل آل سرسق، تويني، بسترس، طراد، داغر، فرنيني، فياض.
وسنة 1878 أقيمت كنيسة القديس يوسف، وهي مركز مطرانية بيروت المارونية. وعلى طرف الربوة قام حي السيوفي ونشأت فيه حديقة عامة يتنزه فيها السكان. أما حي السراسقة {حي سرسق} المطل على البحر فقد سكنته عائلات سرسق وبسترس وثابت وجبيلي وطراد وتويني، الذين شرعوا ببناء قصورهم ومنازلهم الفخمة منذ سنة 1840م، حتى عرف الحي باسم إحدى عائلاتهم وهي عائلة سرسق. ثم ظهرت منطقة {التباريس} نسبة إلى قصر بسترس الذي بني فيها سنة 1870م وتحوَّل إلى كاباريه التباريس سنة 1920م.
إن الأشرفية في أيامنا لم تعد ضاحية مفصولة عن بيروت، من الناحية العُمرانيّة ولا من الناحية الإدارية، بل هي من أحيائها الرئيسيّة، كما أنها لم تعد كذلك مزرعة للزيتون والتوت وغير ذلك من الأشجار المثمرة، وإن كانت لا تزال تحتفظ في جزء منها بحي داخلي ما زال محتفظاً بطابعه الزراعي من الناحية اللغوية فقط، وهذا الحي هو (كرم الزيتون)، ثم إن الأشرفية لم تعد منتجعاً يلجأ إليه البيروتيون على اختلاف طوائفهم أصبحوا يرتادون المصايف الجبليّة في لبنان وخارجه، لقضاء هذا الفصل المرهق بحرارته ورطوبة مناخه.
على أن الكلام عن الأشرفية لا يمكن أن يبلغ غايته إذا لم يتضمن الإشارة إلى أن هذا الحي بالنسبة إلى شهرته بفتواته من شيوخ الشباب الذين عرفوا باسم القبضايات في حينه، ويمكن القول بأن هؤلاء القبضايات لا يقلون شهرة عن نظرائهم، فهذا الفريق له في تاريخ البلاد الوطني سجل حافل بالإعمال الوطنيّة في مجالات النخوة والفروسيّة والشجاعة والخدمات الاجتماعيّة والإنسانية.